# 蚊帳

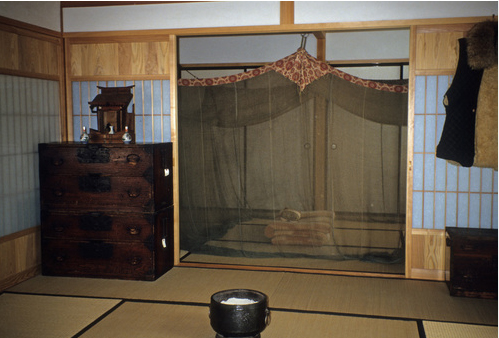
蚊帳を張った寝室(奥側)

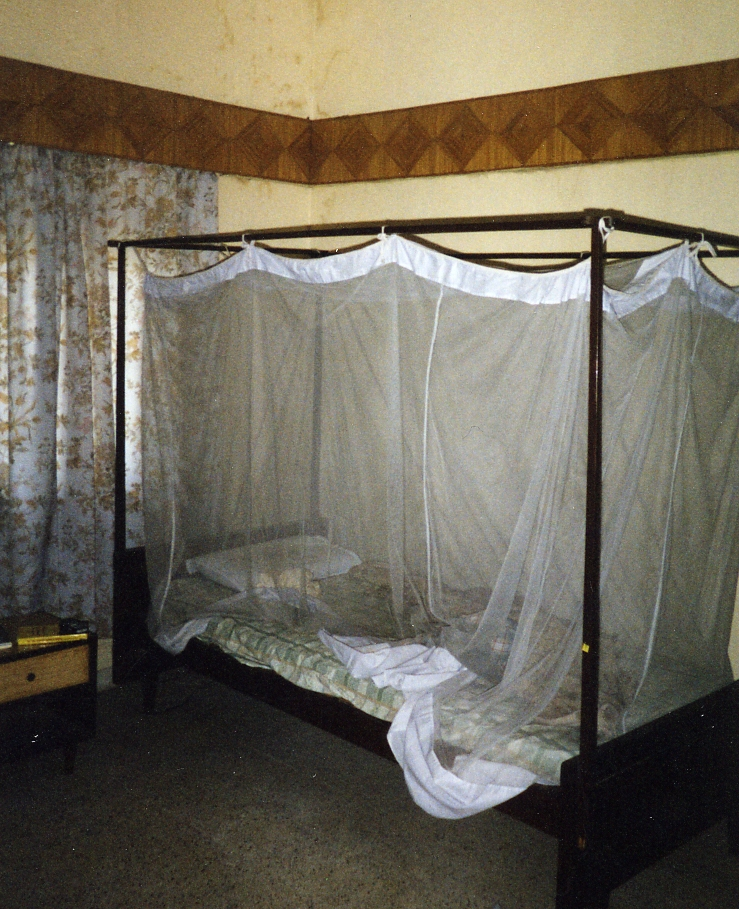
枠から吊るされた蚊帳

蚊帳（かや、かちょう、ぶんちょう、蚊屋）は、蚊などの害虫から人などを守るための網。

## 構造と素材
1 mm程度の網目となっており、虫は通さず風は通す。麻などの繊維、のちに化学繊維でも作られている。

## 歴史
蚊帳の使用は古代にまで遡り、古代エジプトのクレオパトラが愛用していたという。18世紀にはスエズ運河の建設など、熱帯地方での活動に蚊帳が使用された記録がある。

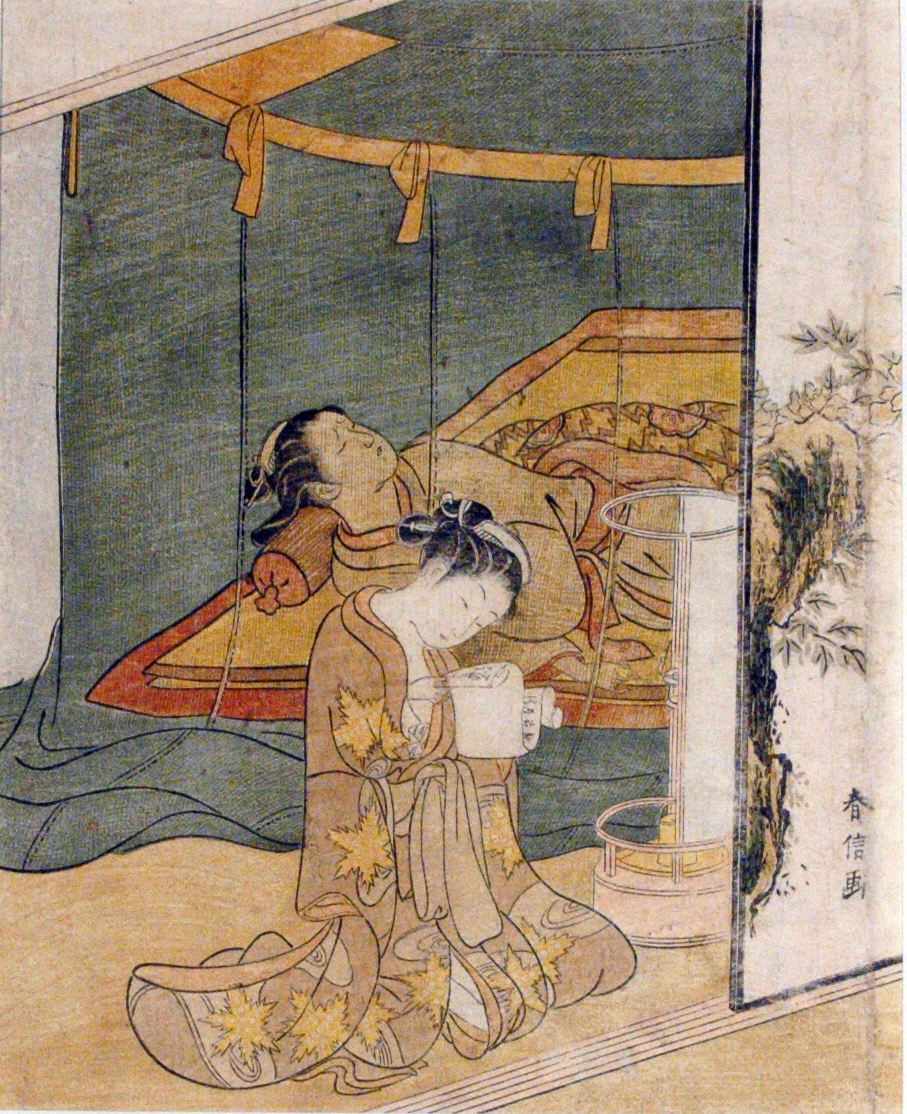
浮世絵に描かれた蚊帳（鈴木春信作）

日本には中国から伝来した。当初は貴族などが用いていたが、江戸時代には庶民にまで普及した。
江戸時代には、和紙製の蚊帳である紙張（しちょう）も普及した。紙張は冬の防寒具としても用いられた。
江戸西川家は、美声の男性達を雇い入れ、お洒落な半纏を纏って町中を颯爽と売り歩く2人一組の棒手売に仕立て上げ、「蚊帳ぁ、萌葱の蚊帳ぁ」という独特の掛け声でも注目を集めていった（文政年間に岳亭五岳〈岳亭春信〉が著した「蚊帳売り図」では、縦長の大きな木箱を棒の前後に吊り下げた1人と、脇を歩く1人がおり、担いでいるほうは太く大きな縦縞の入った半纏を着て、足を剥き出しにした棒手売スタイル、もう1人は、大きな風呂敷包みを背負った行商スタイルで歩いており、2人とも三度笠を被っている）。この棒手売は、江戸に初夏を知らせる風物詩となっていた。
1899年8月、山陽鉄道は、夏期夜行列車の1・2等客に蚊帳を貸した。
なお、日本における蚊帳の色彩と言えば、萌葱色の網に紅布の縁取りというのが定番になっているが、このデザインを考案したのは、江戸時代初期の西川家当主・2代目 西川甚五郎で、八幡蚊帳（近江蚊帳）として売り出すや否や爆発的ヒット商品となり、定着していったものである。それ以前のものは、網の色が麻そのものの色である明るい茶色で（■右上の画像を参照）、爽やかさや華やかさを感じられる萌葱色の蚊帳とは全く異なる地味で暑そうなものであった。
その後、昭和後期からは、アルミサッシに網戸が急速に普及したことにより、日本における蚊帳の需要は減少していった。
現在でも、蚊帳は全世界で普遍的に使用され、野外や熱帯地方で活動する場合には、重要な装備品であり、野外用のテントには「モスキート・ネット」が付属している。また軍需品としてアメリカ軍を始め、各国軍に採用されており、旧日本軍も「軍用蚊帳」を装備していた。
現在、蚊帳は蚊が媒介するマラリア・デング熱・黄熱病、および各種の脳炎に対する、最も安価で効果的な予防・防護策として注目されている。国際連合および世界保健機関（WHO）は、普及を積極的に推進しており、アフリカ諸国や東南アジアで、蚊帳を約2.50米ドルから3.50米ドルで配布している。日本も2003年（平成15年）より、ODAやユニセフを通じた支援を実施、3年間で200万張以上の蚊帳を世界各国に配布している。ナイジェリアでは、テレビドラマやコマーシャルを通じたPR活動が行われた。
海外支援用の蚊帳については、ピレスロイド系殺虫剤を練り込んだ蚊帳をWHOが採用している。これは、蚊が触れるだけで殺虫効果があり、5年間ほど効果が持続する。
2000年、世界保健機関（WHO）から、蚊帳の増産とアフリカへの無償技術移転を依頼された住友化学は、タンザニアに工場を2箇所建設し、ピレスロイドを塗りこんだ蚊帳を、広く供給している。住友化学が防虫剤を織り込んだ蚊帳を開発したのは1994年。

## 使用
就寝時に用いることが多く、簡単に取り付け、取り外しができるよう長押（なげし）のくぼみが鉤（かぎ、フック）をかけるのに利用された。また、長押に鉤を打ち付けておき、それに輪型の釣具を掛ける方式もある。その長押は、今日の日本家屋からは消滅しつつある。
生活環境の変化、すなわち殺虫剤や下水の普及による蚊の減少および気密性の高いアルミサッシの普及に伴う網戸の採用、さらに空調設備の普及により、昭和の後期にはほとんど使われなくなった。しかし蚊帳は電気も薬品も使わない防蚊手段であり、エコロジーの観点や薬品アレルギー対策として見直され始めている。

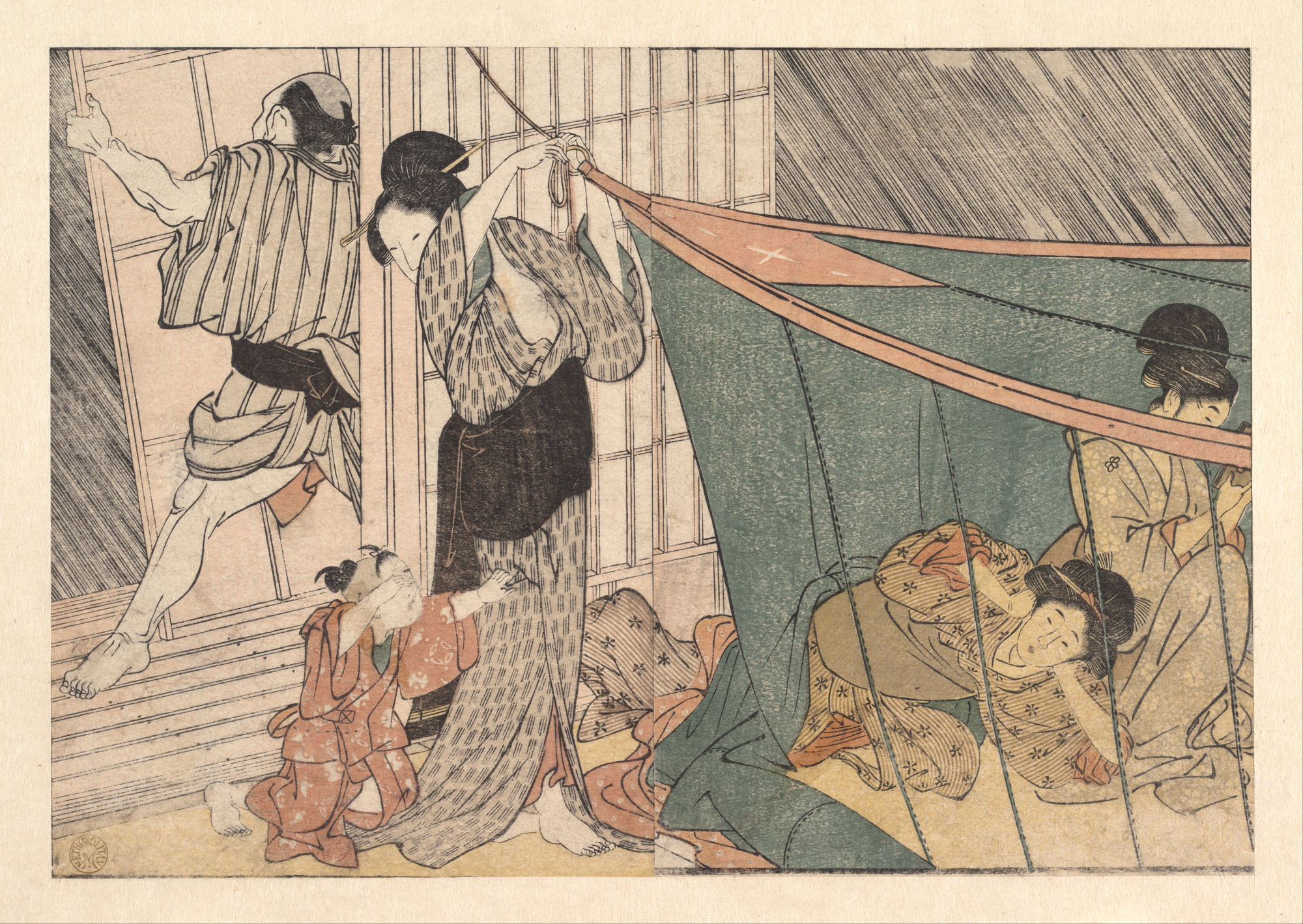
蚊帳の隅の一例（喜多川歌麿作）
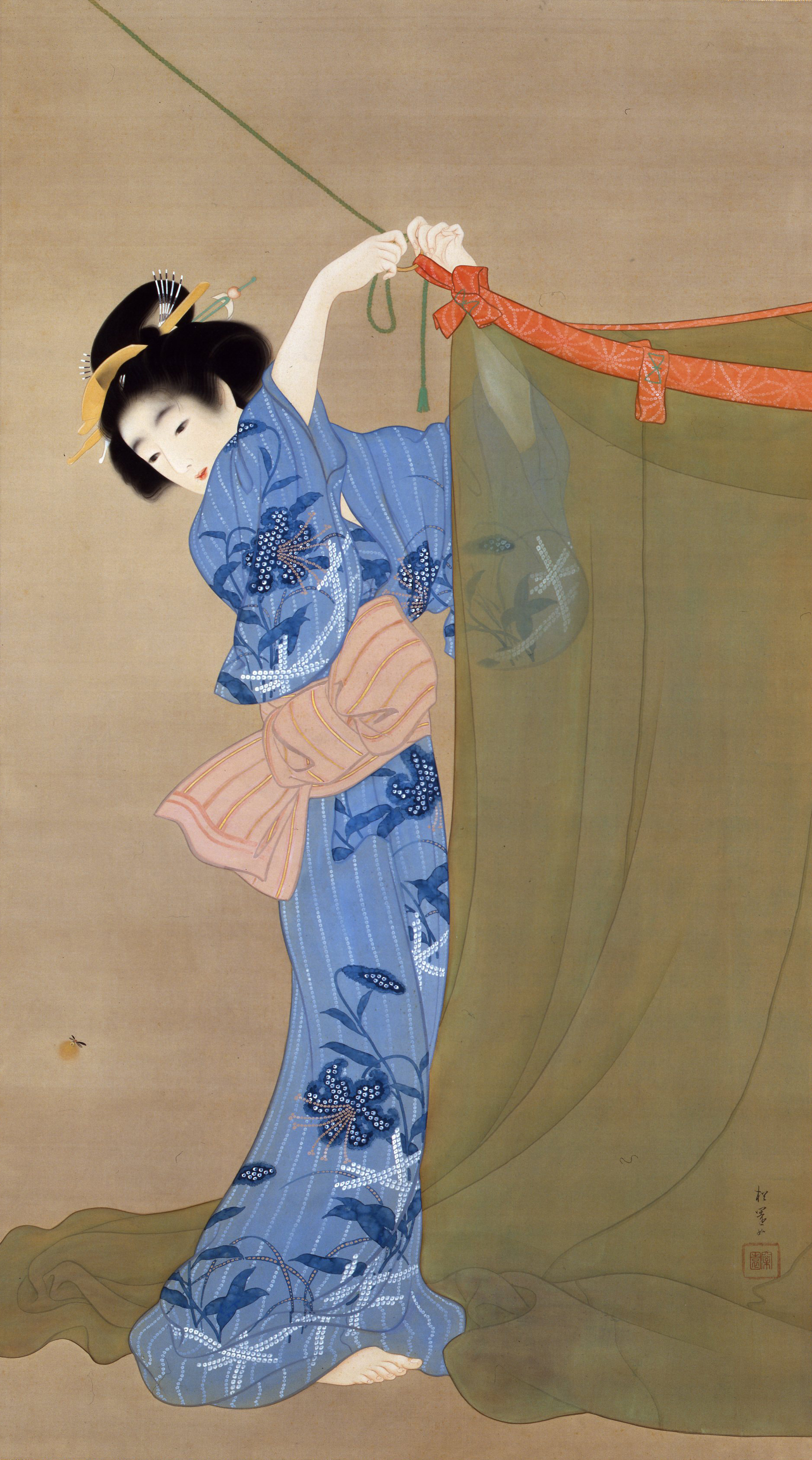
（『蛍』: 1913年、上村松園作）
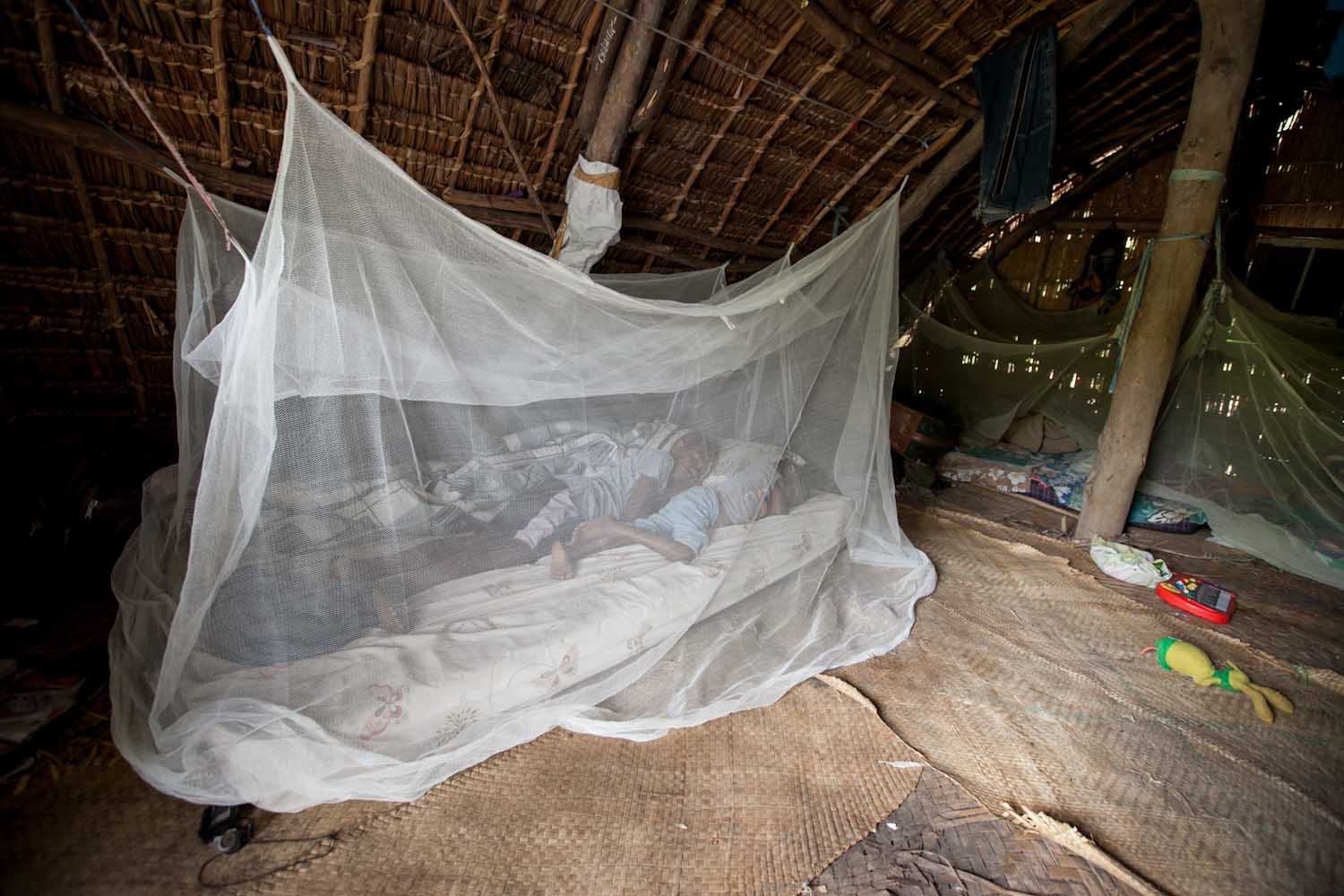
天井から吊るされた蚊帳

## バリエーション

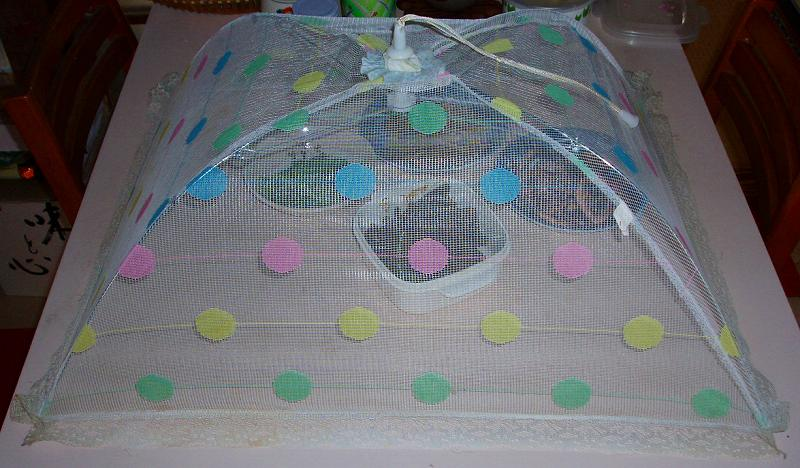
折りたたみ式の蠅帳

現代では傘を伏せたような形状の小型で折り畳みの式のワンタッチ蚊帳も販売されているほか、乳幼児用のベビー蚊帳も販売されている。
歩きながら使える形式、また帽子にとりつけて顔のみを覆う形式の蚊帳もある。
ワンタッチ蚊帳とほぼ同じ形状のものであるが、害虫から食品を一時的に保護するためのものは蝿帳という。

自立型の蚊帳
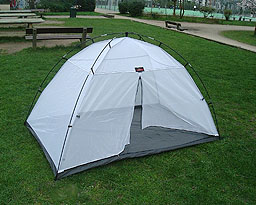
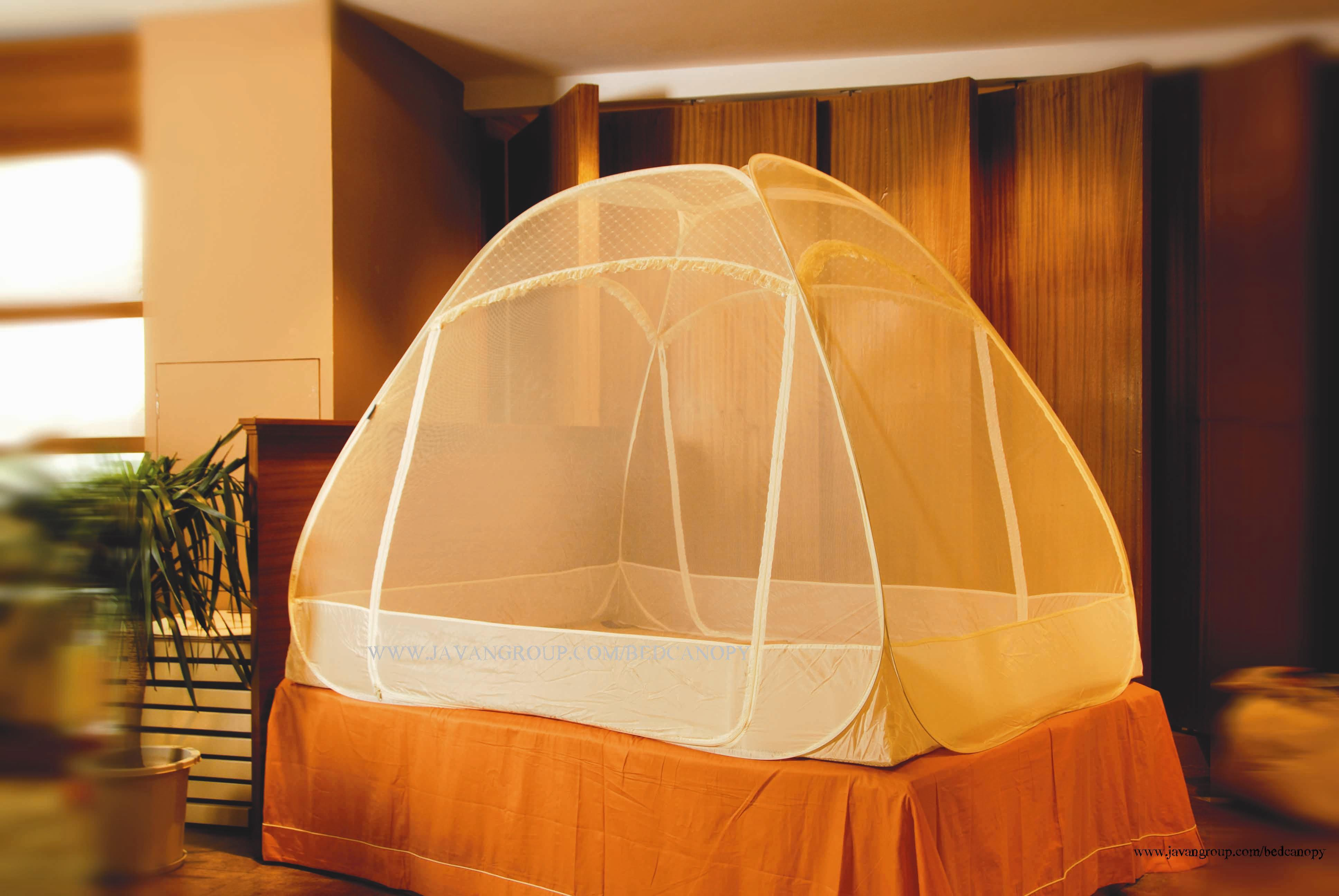

## 言葉
- 「大事な情報などを知らされない」「仲間はずれ」といった意味合いで、「蚊帳の外」（かやのそと）という慣用句がある。
- 小林一茶の俳句に、「新しき 蚊屋に寝るなり 江戸の馬」というものがある。
- 与謝蕪村の俳句に、「皃白き 子のうれしさよ まくら蚊帳」というものがある。